# Auguste (1811)
L'Auguste era un vascello di linea francese da 80 cannoni appartenente alla classe Buncentaure, in servizio tra il 1812 e il 1827.

## Storia
La costruzione del vascello da 80 cannoni Auguste, appartenente alla Classe Buncentaure progettata da Jacques Noël Sané, fu ordinata presso l'arsenale di Anversa il 31 agosto 1807. L'unità fu impostata nel corso di quello stesso anno sotto la direzione del costruttore navale Pierre Lair e fu varata il 25 aprile 1811, entrando in servizio l'anno successivo inquadrata nella squadra navale (Escadre de l'Escaut) del contrammiraglio Antoine Louis de Gourdon. Nel marzo 1814, all'atto della restaurazione dei Borboni fu ribattezzato Illustre prendendo parte alla difesa di Anversa. La firma del trattato di Fontainebleau (1814) fece si che, insieme ad altre 11 navi, fosse lasciato alla marina francese. Il 29 settembre lasciò Anversa raggiungendo il suo nuovo porto di armamento, Brest, al comando del capitano di vascello Joseph Collet il 7 ottobre successivo. Disarmato il mese seguente non prese mai più il mare. Il 2 febbraio 1822 si trovava a Brest in pessimo stato, e fu infine demolito nel 1827.

### Fonti
1. ↑  Roche 2005, p. 57.
2. 1 2 3  Three Decks.
3. ↑  Troisponts.
4. 1 2 3 4 5  Netmarine.